# Шаде, Хартмут
Ха́ртмут Ша́де (нем. Hartmut Schade; 13 ноября 1954, Радеберг) — восточногерманский футболист, полузащитник.

## Карьера

### Игрока

#### В клубе
С 10-ти лет Хартмут занимался в футбольной школе команды «Радеберг» под руководством своего отца. В 14 лет его пригласили в дрезденское «Динамо», где он и провёл всю оставшуюся карьеру. В чемпионате ГДР он дебютировал 31 марта 1973 года, в матче 15-го тура против берлинского «Униона», выйдя на замену вместо Герда Хайдлера. Это был его единственный матч в сезоне 1972/73, в этом году «Динамо» стало чемпионом страны. Позже Шаде выиграл ещё три чемпионата и стал трёхкратным обладателем Кубка ГДР. В сезоне 1979/80 он получил тяжёлую травму и уже не мог выступать на прежнем уровне. Во время реабилитации Хартмут окончил институт, став учителем физкультуры. Вернувшись на поле в сезоне 1981/82, Шаде играл ещё два года, а затем завершил карьеру после окончания сезона 1983/84. За 11 лет он сыграл 198 матчей в Оберлиге, забив 34 гола и провёл 35 матчей в еврокубках, забив 5 голов.

#### В сборной
В 1973 году Шаде занял второе место на юниорском турнире УЕФА.
В национальной сборной ГДР Хартмут Шаде дебютировал 12 октября 1975 года в отборочном матче на чемпионат Европы против команды Франции.
В 1976 году он стал Олимпийским чемпионом, сыграв на турнире четыре матча.

### Тренера
С 1996 по 1998 год Шаде руководил дрезденским «Динамо», которое выступало в региональной лиге.

## Достижения
«Динамо»
- Чемпион ГДР (4): 1972/73, 1975/76, 1976/77, 1977/78
- Обладатель Кубка ГДР (3): 1976/77, 1981/82, 1983/84